# Joseph Teissier de Cadillan
Joseph Teissier de Cadillan, né le 10 décembre 1822 à Avignon (Vaucluse) et mort le 21 janvier 1882 à Tarascon (Bouches-du-Rhône), est un homme politique français.

## Biographie
Avocat, maire de Tarascon, il est élu député en 1877, siégeant à droite. Il est invalidé en 1878, au terme d'un débat parlementaire resté dans les annales. Il ne se représente pas lors de l'élection partielle et quitte la vie politique.

## Sources
1. ↑  Fiche de l'Assemblée Nationale

- « Joseph Teissier de Cadillan », dans Adolphe Robert et Gaston Cougny, Dictionnaire des parlementaires français, Edgar Bourloton, 1889-1891 [détail de l’édition]